# Seznam trenérů fotbalové Sparty Praha
Za svou více než stoletou existenci měl fotbalový klub AC Sparta Praha mnoho trenérů. Toto je jejich seznam.

## Seznam
V tabulce uvedeny záznamy z dlouhodobé ligové soutěže.
Podrobná data od sezony 2016/17
| Období    | Jméno                     |                            | Z  | V  | R  | P | VG  | OG | B   | PPG   | Úspěchy                                | Ref.          |
| --------- | ------------------------- | -------------------------- | -- | -- | -- | - | --- | -- | --- | ----- | -------------------------------------- | ------------- |
| 1907–1911 | Karel Maleček             | České království           | —  | —  | —  | — | —   | —  | —   | —     |                                        |               |
| 1911–1918 | František Malý            | České království           | —  | —  | —  | — | —   | —  | —   | —     |                                        |               |
| 1919–1923 | Johny Dick                | Anglie                     | —  | —  | —  | — | —   | —  | —   | —     |                                        |               |
| 1924–1927 | Václav Špindler           | Československo             | —  | —  | —  | — | —   | —  | —   | —     |                                        |               |
| 1928–1932 | Johny Dick                | Anglie                     | —  | —  | —  | — | —   | —  | —   | —     |                                        |               |
| 1933–1938 | Ferenc Szedlacsek         | Maďarsko · Československo  | —  | —  | —  | — | —   | —  | —   | —     |                                        |               |
| 1939–1944 | Josef Kuchynka            | Protektorát Čechy a Morava | —  | —  | —  | — | —   | —  | —   | —     |                                        |               |
| 1945–1947 | Ferenc Szedlacsek         | Maďarsko · Československo  | —  | —  | —  | — | —   | —  | —   | —     |                                        |               |
| 1948–1953 | Erich Srbek               | Československo             | —  | —  | —  | — | —   | —  | —   | —     |                                        |               |
| 1957–1958 | Srbek / Preis             | Československo             | —  | —  | —  | — | —   | —  | —   | —     |                                        |               |
| 1958–1959 | Preis / Senecký / Šimonek | Československo             | —  | —  | —  | — | —   | —  | —   | —     |                                        |               |
| 1959–1963 | Karel Kolský              | Československo             | —  | —  | —  | — | —   | —  | —   | —     |                                        |               |
| 1963–1964 | Štumpf / Ježek            | Československo             | —  | —  | —  | — | —   | —  | —   | —     |                                        |               |
| 1964–1969 | Václav Ježek              | Československo             | —  | —  | —  | — | —   | —  | —   | —     |                                        |               |
| 1969–1970 | Milan Navara              | Československo             | —  | —  | —  | — | —   | —  | —   | —     |                                        |               |
| 1970–1972 | Karel Kolský              | Československo             | —  | —  | —  | — | —   | —  | —   | —     |                                        |               |
| 1972–1974 | Tadeáš Kraus              | Československo             | —  | —  | —  | — | —   | —  | —   | —     |                                        |               |
| 1974–1975 | Ivan Mráz                 | Československo             | —  | —  | —  | — | —   | —  | —   | —     |                                        |               |
| 1975–1976 | Čambal / Roček            | Československo             | —  | —  | —  | — | —   | —  | —   | —     |                                        |               |
| 1976–1977 | Dušan Uhrin               | Československo             | —  | —  | —  | — | —   | —  | —   | —     |                                        |               |
| 1977–1978 | Arnošt Hložek             | Československo             | —  | —  | —  | — | —   | —  | —   | —     |                                        |               |
| 1978–1981 | Jiří Rubáš                | Československo             | —  | —  | —  | — | —   | —  | —   | —     |                                        |               |
| 1981–1983 | Dušan Uhrin               | Československo             | —  | —  | —  | — | —   | —  | —   | —     |                                        |               |
| 1983–1984 | Václav Ježek              | Československo             | —  | —  | —  | — | —   | —  | —   | —     |                                        |               |
| 1984–1985 | Vladimír Táborský         | Československo             | —  | —  | —  | — | —   | —  | —   | —     |                                        |               |
| 1985–1986 | Ján Zachar                | Československo             | —  | —  | —  | — | —   | —  | —   | —     |                                        |               |
| 1986–1988 | Václav Ježek              | Československo             | —  | —  | —  | — | —   | —  | —   | —     |                                        |               |
| 1988–1990 | Jozef Jarabinský          | Československo             | —  | —  | —  | — | —   | —  | —   | —     |                                        |               |
| 1990–1991 | Václav Ježek              | Československo             | —  | —  | —  | — | —   | —  | —   | —     |                                        |               |
| 1991–1993 | Dušan Uhrin               | Československo             | —  | —  | —  | — | —   | —  | —   | —     |                                        |               |
| 1993–1994 | Karol Dobiaš              | Slovensko                  | —  | —  | —  | — | —   | —  | —   | —     |                                        |               |
| 1994      | Jozef Chovanec            | Slovensko · Česko          | —  | —  | —  | — | —   | —  | —   | —     |                                        |               |
| 1994–1995 | Jürgen Sundermann         | Německo                    | —  | —  | —  | — | —   | —  | —   | —     |                                        |               |
| 1995–1996 | Jozef Jarabinský          | Slovensko                  | —  | —  | —  | — | —   | —  | —   | —     |                                        |               |
| 1996      | Vlastimil Petržela        | Česko                      | —  | —  | —  | — | —   | —  | —   | —     |                                        |               |
| 1996–1998 | Jozef Chovanec            | Slovensko · Česko          | —  | —  | —  | — | —   | —  | —   | —     |                                        |               |
| 1998–1999 | Zdeněk Ščasný             | Česko                      | —  | —  | —  | — | —   | —  | —   | —     |                                        |               |
| 1999–2001 | Ivan Hašek                | Česko                      | —  | —  | —  | — | —   | —  | —   | —     |                                        |               |
| 2001–2002 | Jaroslav Hřebík           | Česko                      | —  | —  | —  | — | —   | —  | —   | —     |                                        |               |
| 2002      | Vítězslav Lavička         | Česko                      | —  | —  | —  | — | —   | —  | —   | —     |                                        |               |
| 2002      | Jozef Jarabinský          | Slovensko                  | —  | —  | —  | — | —   | —  | —   | —     |                                        |               |
| 2002–2004 | Jiří Kotrba               | Česko                      | —  | —  | —  | — | —   | —  | —   | —     |                                        |               |
| 2004      | František Straka          | Česko                      | —  | —  | —  | — | —   | —  | —   | —     |                                        |               |
| 2004–2005 | Jaroslav Hřebík           | Česko                      | —  | —  | —  | — | —   | —  | —   | —     |                                        |               |
| 2005–2006 | Stanislav Griga           | Slovensko                  | —  | —  | —  | — | —   | —  | —   | —     |                                        |               |
| 2006–2008 | Michal Bílek              | Česko                      | —  | —  | —  | — | —   | —  | —   | —     |                                        |               |
| 2008      | Jozef Chovanec            | Slovensko · Česko          | —  | —  | —  | — | —   | —  | —   | —     |                                        |               |
| 2008      | Vítězslav Lavička         | Česko                      | —  | —  | —  | — | —   | —  | —   | —     |                                        |               |
| 2008–2011 | Jozef Chovanec            | Slovensko · Česko          | —  | —  | —  | — | —   | —  | —   | —     |                                        |               |
| 2011–2012 | Martin Hašek              | Česko                      | —  | —  | —  | — | —   | —  | —   | —     |                                        |               |
| 2012–2015 | Vítězslav Lavička         | Česko                      | 83 | 61 | 13 | 9 | 174 | 52 | 196 | 2,361 |                                        |               |
| 2015–2016 | Zdeněk Ščasný             | Česko                      | 45 | 28 | 8  | 9 | 91  | 41 | 92  | 2,044 | X                                      |               |
| 2016      | David Holoubek            | Česko                      | 6  | 3  | 2  | 1 | 13  | 4  | 11  | 1,833 | X                                      |               |
| 2016      | Zdeněk Svoboda            | Česko                      | 2  | 2  | 0  | 0 | 4   | 2  | 6   | 3     | X                                      | [ pozn. 1 ]   |
| 2016–2017 | Tomáš Požár               | Česko                      | 4  | 2  | 0  | 2 | 3   | 4  | 6   | 1,5   | X                                      | [ 1 ] [ 2 ]   |
| 2017      | Petr Rada                 | Česko                      | 10 | 5  | 4  | 1 | 14  | 9  | 19  | 1,9   | X                                      | [ 2 ]         |
| 2017–2018 | Andrea Stramaccioni       | Itálie                     | 19 | 9  | 6  | 4 | 25  | 14 | 33  | 1,737 | X                                      | [ 3 ] [ 4 ]   |
| 2018      | Pavel Hapal               | Česko                      | 12 | 6  | 5  | 1 | 20  | 11 | 23  | 1,917 | X                                      | [ 5 ] [ 6 ]   |
| 2018–2019 | Zdeněk Ščasný             | Česko                      | 28 | 15 | 6  | 7 | 47  | 27 | 51  | 1,821 | X                                      | [ 6 ] [ 7 ]   |
| 2019      | Michal Horňák             | Česko                      | 6  | 4  | 0  | 2 | 10  | 6  | 12  | 2     | X                                      | [ 7 ]         |
| 2019–2020 | Václav Jílek              | Česko                      | 21 | 9  | 6  | 6 | 39  | 28 | 33  | 1,571 | X                                      | [ 8 ] [ 9 ]   |
| 2020–2021 | Václav Kotal              | Česko                      | 31 | 19 | 5  | 7 | 49  | 26 | 62  | 2     | Pohár: 2019/20                         | [ 9 ] [ 10 ]  |
| 2021–2022 | Pavel Vrba                | Česko                      | 49 | 33 | 10 | 6 | 118 | 61 | 109 | 2,224 | X                                      | [ 11 ] [ 12 ] |
| 2022–2024 | Brian Priske              | Dánsko                     | 70 | 50 | 15 | 5 | 158 | 63 | 165 | 2,357 | 2 x mistr ligy, Vítěz poháru 2023/2024 |               |
| 2024–     | Lars Friis                | Dánsko                     |    |    |    |   |     |    |     |       |                                        |               |